# 盲人の治癒 (エル・グレコ、パルマ)

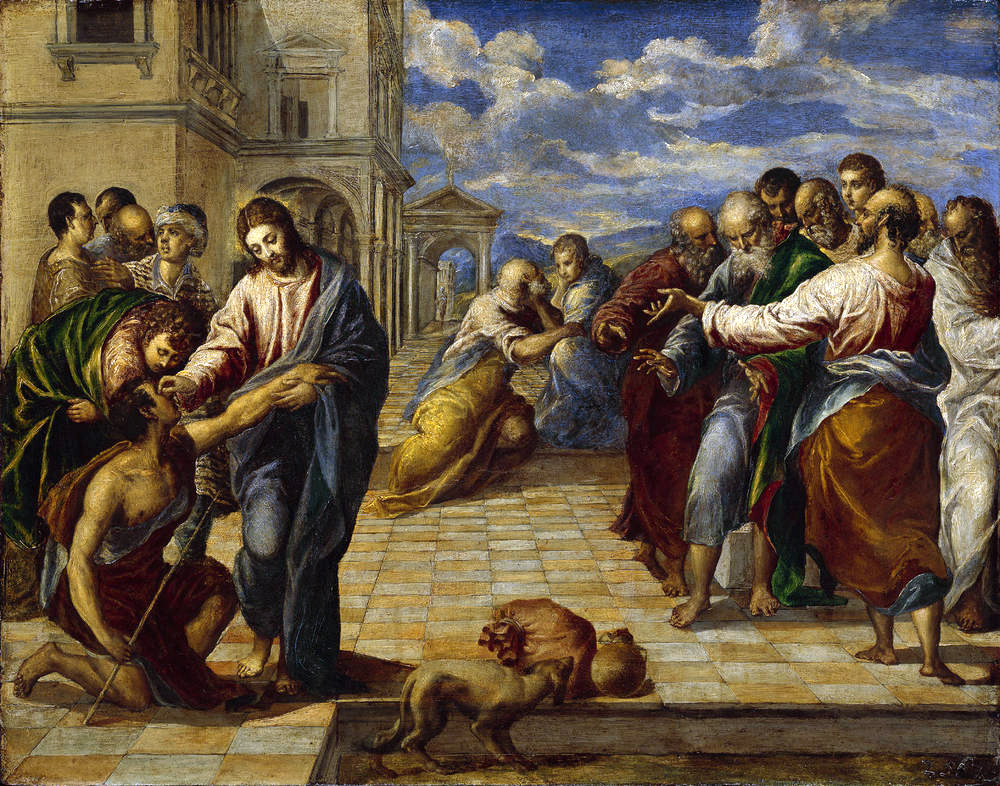
エル・グレコ『盲人の治癒』(1567-1570年頃)、アルテ・マイスター絵画館 (ドレスデン)

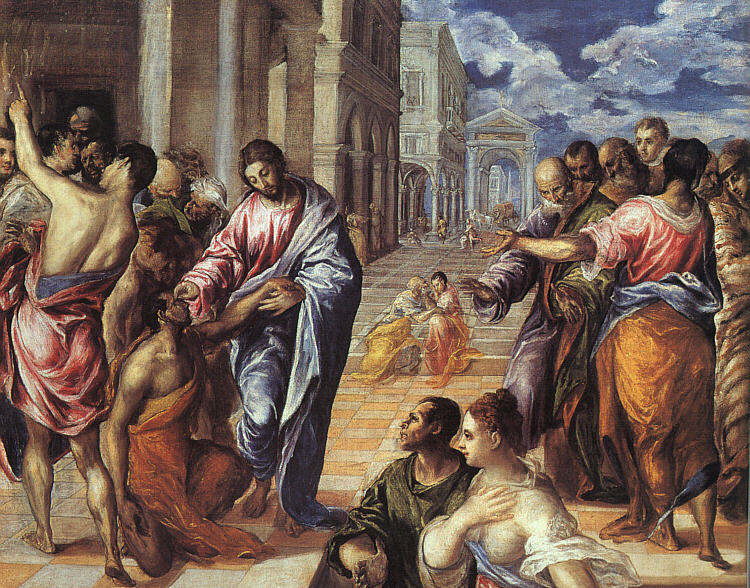
エル・グレコ『盲人の治癒』(1570年頃)、メトロポリタン美術館

『盲人の治癒』（もうじんのちゆ、伊: Guarigione del nato cieco、英: Healing of the Man Born Blind) は、ギリシャ・クレタ島出身であるマニエリスム期のスペインの巨匠エル・グレコがキャンバス上に油彩で制作した『新約聖書』主題の作品である。画家は1576年の後半、スペインに渡ったが、本作は画家がローマに滞在していた1571-1572年頃に描かれたと思われる。同主題の作品は3点あるが、様式的にドレスデンのアルテ・マイスター絵画館にある『盲人の治癒』がもっとも初期のもので、続いてメトロポリタン美術館所蔵の『盲人の治癒』、最後に本作が描かれたと思われる。本作はイタリアのパルマ国立美術館に所蔵されている。

## 主題
イタリア時代のエル・グレコの作品の中で、対抗宗教改革運動との関係、そして透視図法を駆使した構図という視点から特に注目される主題として「神殿を浄めるキリスト」と「盲人の治癒」がある。イエス・キリストが盲人の目を開くというこの奇跡の物語は『新約聖書』中の「マタイによる福音書」(20章29-34) を初め「マルコによる福音書」、「ルカによる福音書」に記述されている。「盲人の治癒」は中世以来、写本の挿絵や彫刻作品に登場しているが、「盲目」とは本来、「不信仰」を、またその「治癒」により「光」を与えることは真の「信仰」の啓示を象徴することから、対抗宗教改革の時期になると、この主題には不信仰の人々、あるいはプロテスタントの教義によって盲目にされた人々をカトリックのローマ教会が真の信仰に導くという新解釈が与えられ、ローマ教会の強い支持を得ることになった。

## 作品
同時代のイタリアで美術の研鑽を積んでいたエル・グレコにとって、この主題のように戸外で多くの人々が展開する場面を描くことは実験と試行錯誤の機会であったと考えられる。本作を含む同主題の3作品は、画家が16世紀ヴェネツィア派の巨匠ティントレット、ティツィアーノから熱心に学び取った成果を表し、かつてはヤコポ・バッサーノ、ヴェロネーゼ、ティントレットの作品と見なされたこともある。エル・グレコは、これらの作品で遠近法の欠如している故郷クレタ島のビザンチン美術の様式を放棄し、線遠近法によって特徴づけられる空間を用いている。また、16世紀の建築書や古代ローマの浴場跡をモデルとした建築モティーフを背景に、左右2つの群像を描く構図は画家の3点の同主題ヴァージョンに共通である。
ドレスデンにある作品は板にテンペラという技法、画面手前の段差部分に置かれた袋や犬などのヴェネツィア的なモティーフに加え、版画から引用した人物に硬さが残る点から、もっとも初期のヴェネツィア時代の制作である。これに対し、パルマ国立美術館の本作はキャンバス上に油彩で描かれているだけでなく、様式的にも異なっている。背中を見せた半裸の人物像のポーズを新たに描き込んでいることにより、ドレスデンの作品で保たれていた画面の均衡が破れ、統一感も損なわれている。それにもかかわらず、エル・グレコがこの人物を描き込んだのは、人物が左腕を画面の外に向かって力強く伸ばすという身振りによって画面の枠を超えるダイナミズムを生み出そうとしたためと想像される。画面右手前の男の身振りと姿勢も、ドレスデンの作品に見られた優雅なものから、画面の右外の人々に向かって作品の主題を指し示すという、作為的でダイナミックなものに代わっている。さらに、本作には、遠近法の誇張にマニエリスム美術の影響が見られ、線遠近法の消失点にディオクレティアヌス帝の浴場跡を使用していることから、明らかに画家がローマにいた時代に制作したものと考えられる。